# Chloran amonu
Chloran amonu, nazwa Stocka: chloran(V) amonu, NH
4ClO
3 – nieorganiczny związek chemiczny z grupy chloranów, sól amonowa kwasu chlorowego.
Jest związkiem niestabilnym, może rozkładać się gwałtownie nawet poniżej 100 °C. Powstaje w reakcji pomiędzy solami amonowymi (np. azotanem amonu, nadchloranem amonu) i chloranem potasu, zwłaszcza w obecności wilgoci:
NH
4X + KClO
3 → NH
4ClO
3 + KX
Stanowi to duże zagrożenie z uwagi na możliwość wystąpienia samozapłonu mieszaniny, w której w taki sposób utworzyły się pewne ilości chloranu amonu. Z tego powodu sole amonowe i chlorany nie powinny być przechowywane i transportowane razem, choć według niektórych źródeł w przeszłości wykorzystywano mieszaniny pirotechniczne zawierające chlorek amonu, chloran potasu i organiczne paliwa do wytwarzania białego dymu.